# Chicoreus microphyllus
Chicoreus microphyllus
Espèce
Synonymes
- voir paragraphe #Synonymes

Chicoreus microphyllus est une espèce de mollusque gastéropode marin de la famille des Muricidae autrement dit les murex.

## Synonymes
- Chicoreus (Triplex) microphyllus (Lamarck, 1816)[1]
- Chicoreus poirieri Jousseaume, 1881[1]
- Murex jousseaumei Poirier, 1883[1]
- Murex microphyllus Lamarck, 1816[1]
- Triplex microphyllus (J.B.P.A. Lamarck, 1816)[2]

## Description
Chicoreus microphyllus est présent dans les eaux tropicales de la région Indo/ouest Pacifique.
Sa taille varie de 35 mm à 124 mm.